# Jan Naezer

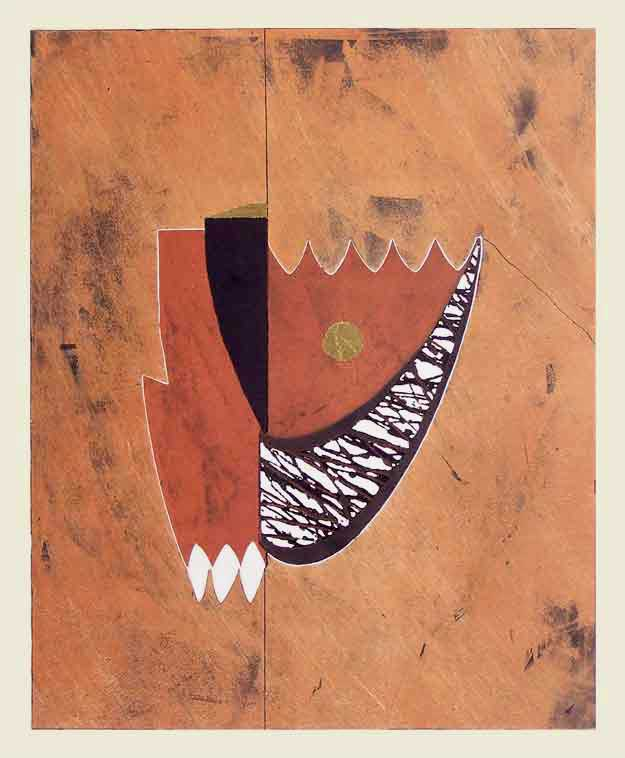
Ets met bladgoud

Jan Naezer (Tandjong Morawa, Sumatra, 22 juli 1951) is een Nederlands kunstenaar.
Naezer is opgeleid aan de Academie in Den Haag en heeft zich gespecialiseerd in de ets- en aquareltechniek. Hij maakt non-figuratieve werken op papier. Naezer heeft zijn ateliers in Nieuwegein en Den Haag.

## Werkwijze
Jan Naezer heeft naam gemaakt met zijn etsen die een eigen, herkenbare beeldtaal laten zien. Die beeldtaal is non-figuratief en bestaat uit een aantal vlakken, doorgaans in één kleur, die verbonden lijken door een scharnierend of verbindend element. Dit levert intrigerende beelden op die de kijker aanzetten tot langdurig observeren. Zijn etsen zijn altijd een combinatie van verschillende diepdruktechnieken met hoogdruk en bij gelegenheid ook Chine collé. Zijn kleurgebruik is gereserveerd. Bruin, blauw, geel en rood zijn dominant maar steeds in isolement. Naezer mengt zijn kleuren niet en past ze evenmin naast elkaar toe in een ets. Hoewel de verbindende vormen in zijn werk soms aan (fragmenten van) lettertekens doen denken, blijft zijn beeldtaal consequent non-figuratief. In overeenstemming hiermee geeft Naezer zijn werken dan ook geen anekdotische titels. Ze worden voorzien van een doorgaande nummering.
Jan Naezer is, zowel in Nederland als daarbuiten, een bekende naam in de grafische wereld. Als actief lid van Pulchri Studio en zijn lesinstituut waar hij 47 jaar cursussen verzorgde, heeft Naezer zich een prominente plaats verworven in de Haagse kunstwereld.
Naast etsen aquarelleert Naezer. Zijn aquarellen concurreren met zijn etswerk. Is de beeldtaal hier hetzelfde, de techniek van de waterverf geeft zijn werk een lichtheid die in het etswerk ontbreekt. In een reeks aquarellen of pigmenttekeningen, carré’s genaamd plaatst hij een vierkant in het centrum van de voorstelling, dat aan de randen uit balans wordt gebracht door grafiet, waterverf of een strookje bladgoud.
Hij werkte in Nederland, Frankrijk (Parijs) en Duitsland (Berlijn).
Jan Naezer werd benoemd tot Ridder in de Orde van Oranje Nassau voor zijn buitengewone verdiensten als beeldend kunstenaar en daaraan gerelateerde activiteiten. 
- Gemeentemuseum Den Haag
- Le Genie de la Bastille, Parijs
- Hotel de Ville, Ottawa
- Grafiekbeurs Frankfurt
- Galerie Wind
- KunstRai, Amsterdam
- Pulchri Studio, Den Haag
- Grafiekwinkel Inkt
- Galerie Broutta, Parijs
- Multiple Art, Düsseldorf
- Singer, Laren (Nederland)
- Galerie Itinérante, Château-Gontier (Frankrijk)

## Prijzen
- Karel Klinkenbergprijs
- Van Ommeren de Voogdprijs
- Purmarijn Grafiekprijs
- Ridder in de Orde van Oranje-Nassau (2020)[1]

## Eervolle vermeldingen
- Internationale Grafiekprijs, België
- Jacob Hartogprijs

Prenten van Naezer zijn opgenomen in de collecties van het Kunstmuseum Den Haag, het Stedelijk Museum Berlijn, het Stedelijk Museum het Prinsenhof in Delft en het Rijksmuseum Twenthe, alsmede in diverse bedrijfs- en particuliere collecties, waaronder de privécollectie van prinses Beatrix.